# Luchthaven Mouila
Luchthaven Mouila (IATA: MJL, ICAO: FOGM) is een luchthaven in Mouila, Gabon.
De luchthaven heeft slechts één landingsbaan, die ongeveer 1796 meter (5891 ft) lang is. Mouila ligt 90 meter boven zeeniveau.